# 주갤 한스라이

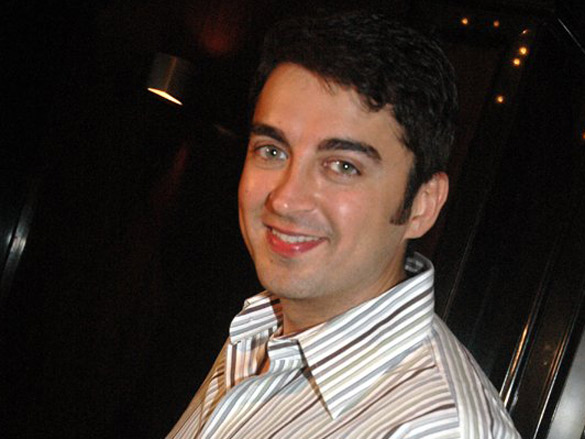

주갤 한스라이(Jugal Hansraj, 1972년 7월 26일 ~ )는 인도의 배우, 각본가, 영화 감독, 모델이다.
뭄바이에서 태어났다.

## 영화
- 유괴의 진실 (2016년)
- 러브 임파서블 (2010년)
- 집 없는 강아지 로미오 (2008년)
- 아자 나칠레 (2007년)
- 까삐꾸씨 까삐깜 (2001년)
- 모하바테인 (2000년)